# Aruba en los Juegos Olímpicos de Pekín 2008
Aruba estuvo representada en los Juegos Olímpicos de Pekín 2008 por un total de 2 deportistas masculinos que compitieron en 2 deportes.
El portador de la bandera en la ceremonia de apertura fue el judoka Fiderd Vis. El equipo olímpico arubeño no obtuvo ninguna medalla en estos Juegos.